# Lyderslev
Lyderslev ist ein Ort auf der dänischen Insel Seeland. Er gehört zur Gemeinde Stevns in der Region Sjælland und hat 326 Einwohner (Stand 1. Januar 2023).

## Entwicklung der Einwohnerzahl
| Jahr           | Einwohner |
| -------------- | --------- |
| 1. Januar 1976 | 353       |
| 1. Januar 1981 | 316       |
| 1. Januar 1986 | 340       |
| 1. Januar 1990 | 358       |
| 1. Januar 1996 | 327       |
| 1. Januar 2000 | 331       |
| 1. Januar 2004 | 348       |
| 1. Januar 2008 | 342       |
| 1. Januar 2010 | 338       |

## Verwaltungszugehörigkeit
- bis 31. März 1962: Landgemeinde Lyderslev, Præstø Amt
- 1. April 1962 bis 31. März 1970: Landgemeinde Boestofte, Præstø Amt
- 1. April 1970 bis 31. Dezember 2006: Stevns Kommune, Storstrøms Amt
- seit 1. Januar 2007: Stevns Kommune, Region Sjælland